# Jafarabad
Jafarabad è una suddivisione dell'India, classificata come nagar panchayat, di 8.801 abitanti, situata nel distretto di Jaunpur, nello stato federato dell'Uttar Pradesh. 